# Xanthomelon durvillii
Xanthomelon durvillii är en snäckart som först beskrevs av Jacques Bernard Hombron och Jacquinot 1841.  Xanthomelon durvillii ingår i släktet Xanthomelon och familjen Camaenidae. Inga underarter finns listade i Catalogue of Life.